# Comorerne ved OL
Comorerne deltog første gang i olympiske lege under Sommer-OL 1996 i Atlanta og har siden deltaget i samtlige sommerlege. De har aldrig deltaget i vinterlege. Comorerne har aldrig vundet medaljer.

## Medaljeoversigt
| Comorernes medaljer under de olympiske sommerlege | Comorernes medaljer under de olympiske sommerlege | Comorernes medaljer under de olympiske sommerlege | Comorernes medaljer under de olympiske sommerlege | Comorernes medaljer under de olympiske sommerlege | Comorernes medaljer under de olympiske sommerlege |
| ------------------------------------------------- | ------------------------------------------------- | ------------------------------------------------- | ------------------------------------------------- | ------------------------------------------------- | ------------------------------------------------- |
| Lege                                              | Guld                                              | Sølv                                              | Bronze                                            | Totalt                                            | Rang                                              |
| 1996 Atlanta                                      | 0                                                 | 0                                                 | 0                                                 | 0                                                 | –                                                 |
| 2000 Sydney                                       | 0                                                 | 0                                                 | 0                                                 | 0                                                 | –                                                 |
| 2004 Athen                                        | 0                                                 | 0                                                 | 0                                                 | 0                                                 | –                                                 |
| 2008 Beijing                                      | 0                                                 | 0                                                 | 0                                                 | 0                                                 | –                                                 |
| 2012 London                                       | 0                                                 | 0                                                 | 0                                                 | 0                                                 | –                                                 |
| 2016 Rio de Janeiro                               | 0                                                 | 0                                                 | 0                                                 | 0                                                 | –                                                 |
| 2020 Tokyo                                        |                                                   |                                                   |                                                   |                                                   |                                                   |
| Totalt                                            | 0                                                 | 0                                                 | 0                                                 | 0                                                 |                                                   |